# Shipmeadow
Shipmeadow – wieś w Anglii, w hrabstwie Suffolk, w dystrykcie East Suffolk. Leży 50 km na północny wschód od miasta Ipswich i 153 km na północny wschód od Londynu. W 2005 miejscowość liczyła 160 mieszkańców.